# Gynophorea weileri
Gynophorea weileri är en korsblommig växtart som beskrevs av Alexander Gilli. Gynophorea weileri ingår i släktet Gynophorea och familjen korsblommiga växter. Inga underarter finns listade i Catalogue of Life.